# Чемпіонат світу з фігурного катання 2009
Чемпіонат світу з фігурного катання 2009 (англ. 2009 World Figure Skating Championships; ЧС з фігурного катання-2009) — міжнародний турнір, організований Міжнародним союзом ковзанярів серед фігуристів світу в сезоні 2008/2009 років. Спортсмени змагалися в чоловічому одиночному і жіночому одиночному катанні, в спортивному і танцювальному парному катанні.
Чемпіонат відбувся в США, у місті Лос-Анджелесі на льодовій арені «Staples Center» у період з 23 березня до 29 березня 2009 року.
На цьому турнірі, крім основного змагання, визначаються квоти на участь у турнірі з фігурного катання на XXI Зимовій Олімпіаді (Ванкувер, Канада, 2010), зокрема, має бути заповнена квота МОК — по 24 місця в індивідуальних розрядах, 16 у парному і 19 в танцях на льоду (решта місць розігруватимуться у вересні 2009 року на турнірі «Nebelhorn Trophy»-2009).
Обов'язковим танцем на турнірі визначено пасодобль.

## Події
- На ЧС з фігурного катання-2009 уперше в історії проведення таких турнірів візьмуть участь фігуристи із Чорногорії,  Бразилії та Ірландії, причому чорногорські спортсмени дебютують узагалі на змаганнях під егідою Міжнародного ковзанярського союзу, до того ж бразильські фігуристи дебютують у 2 видах одночасно (чоловіче і жіноче одиночне фігурне катання; це ж саме планувалось від Чорногорії, однак на турнір приїхала лише чорногорська одиночниця)[1].
- За результатами ЧС з фігурного катання-2009 переможці, принаймні у 2 з 4 видів програми, оновляться, адже торішній чемпіон у одиночному чоловічому катанні канадець Джеффрі Баттл завершив любительську спортивну кар'єру, відтак участь в першості не візьме; так само від участі у змаганнях змушені відмовитись переможці торішнього турніру танцювальних пар французи Ізабель Делобель і Олів'є Шонфельдер — у зв'язку з травмою партнерки[2].

## Результати

### Чоловіче одиночне катання
| Місце                                               | Ім'я                  | Країна               | Загальна сума | Коротка програма | Довільна програма |
| --------------------------------------------------- | --------------------- | -------------------- | ------------- | ---------------- | ----------------- |
| 1                                                   | Еван Лисачек          | США                  | 242.23        | 82.70            | 159.53            |
| 2                                                   | Патрік Чан            | Канада               | 237.58        | 82.55            | 155.03            |
| 3                                                   | Брайан Жубер          | Франція              | 235.97        | 84.40            | 151.57            |
| 4                                                   | Томаш Вернер          | Чехія                | 231.71        | 80.36            | 151.35            |
| 5                                                   | Самуель Контесті      | Італія               | 226.97        | 78.50            | 148.47            |
| 6                                                   | Такахіко Кодзука      | Японія               | 222.18        | 79.35            | 142.83            |
| 7                                                   | Нобунарі Ода          | Японія               | 218.16        | 76.49            | 141.67            |
| 8                                                   | Денис Тен             | Казахстан            | 211.43        | 68.54            | 142.89            |
| 9                                                   | Брендон Мроз          | США                  | 207.19        | 76.10            | 131.09            |
| 10                                                  | Андрій Лутай          | Росія                | 204.99        | 68.95            | 136.04            |
| 11                                                  | Джеремі Ебботт        | США                  | 204.67        | 72.15            | 132.52            |
| 12                                                  | Вон Шіпер             | Канада               | 202.08        | 70.45            | 131.63            |
| 13                                                  | Сергій Воронов        | Росія                | 202.04        | 72.15            | 129.89            |
| 14                                                  | Кевін ван дер Перрен  | Бельгія              | 198.35        | 70.15            | 128.20            |
| 15                                                  | Такахіто Мура         | Японія               | 194.97        | 70.35            | 124.62            |
| 16                                                  | Яннік Понсеро         | Франція              | 193.84        | 71.83            | 122.01            |
| 17                                                  | Джеремі Тен           | Канада               | 193.16        | 60.90            | 132.26            |
| 18                                                  | Адріан Шультхайсс     | Швеція               | 186.43        | 60.20            | 121.23            |
| 19                                                  | Хав'єр Фернандес      | Іспанія              | 183.55        | 63.75            | 119.80            |
| 20                                                  | Кристофер Бернтссон   | Швеція               | 182.31        | 68.61            | 113.70            |
| 21                                                  | Грегор Урбас          | Словенія             | 167.71        | 58.70            | 109.01            |
| 22                                                  | Антон Ковалевський    | Україна              | 165.73        | 64.28            | 101.45            |
| 23                                                  | Пшемислав Доманьський | Польща               | 161.66        | 57.00            | 104.66            |
| 24                                                  | Ігор Маципура         | Словаччина           | 158.86        | 58.30            | 100.56            |
| Не кваліфікувалися для виконання довільної програми |                       |                      |               |                  |                   |
| 25                                                  | Петер Ліберс          | Німеччина            | 56.73         | 56.73            | —                 |
| 26                                                  | Джамал Отман          | Швейцарія            | 56.32         | 56.32            | —                 |
| 27                                                  | Арі-Пекка Нурменкарі  | Фінляндія            | 55.60         | 55.60            | —                 |
| 28                                                  | Jialiang WU           | КНР                  | 55.43         | 55.43            | —                 |
| 29                                                  | Віктор Пфайфер        | Австрія              | 54.01         | 54.01            | —                 |
| 30                                                  | Еліот Хілтон          | Велика Британія      | 53.35         | 53.35            | —                 |
| 31                                                  | Тигран Варданян       | Угорщина             | 53.15         | 53.15            | —                 |
| 32                                                  | Золтан Келемен        | Румунія              | 49.34         | 49.34            | —                 |
| 33                                                  | Дам'ян Остоїч         | Боснія і Герцеговина | 47.27         | 47.27            | —                 |
| 34                                                  | Луїс Ернандес         | Мексика              | 46.11         | 46.11            | —                 |
| 35                                                  | Alper UCAR            | Туреччина            | 45.57         | 45.57            | —                 |
| 36                                                  | Максим Шипов          | Ізраїль              | 44.85         | 44.85            | —                 |
| 37                                                  | Кевін Алвеш           | Бразилія             | 44.51         | 44.51            | —                 |
| 38                                                  | Charles Shou-San PAO  | Китайський Тайбей    | 43.89         | 43.89            | —                 |
| 39                                                  | Min-Seok KIM          | Південна Корея       | 43.28         | 43.28            | —                 |
| 40                                                  | Бека Шанкулашвілі     | Грузія               | 42.80         | 42.80            | —                 |
| 41                                                  | Борис Мартинець       | Хорватія             | 42.37         | 42.37            |                   |
| 42                                                  | Мікаель Редін         | Швейцарія            | 42.29         | 42.29            | —                 |
| 43                                                  | Олександр Казаков     | Білорусь             | 40.74         | 40.74            | —                 |
| 44                                                  | Джастін Пітерсен      | ПАР                  | 40.39         | 40.39            | —                 |
| 45                                                  | Георгій Кенчадзе      | Болгарія             | 39.90         | 39.90            | —                 |
| 46                                                  | Марк Вебстер          | Австралія            | 37.35         | 37.35            | —                 |
| 47                                                  | Ендрю Уертас          | Пуерто-Рико          | 36.91         | 36.91            | —                 |
| 48                                                  | Ґехам Варданян        | Вірменія             | 34.87         | 34.87            | —                 |
| 49                                                  | Саулюс Амбрулєвичус   | Литва                | 34.68         | 34.68            | —                 |
| 50                                                  | Майкл Дімаланта       | Філіппіни            | 27.53         | 27.53            | —                 |

### Жіноче одиночне катання
| Місце                                               | Ім'я                    | Країна            | Загальна сума | Коротка програма | Довільна програма |
| --------------------------------------------------- | ----------------------- | ----------------- | ------------- | ---------------- | ----------------- |
| 1                                                   | Йон А Кім               | Південна Корея    | 207.71        | 76.12            | 131.59            |
| 2                                                   | Жоанні Рошетт           | Канада            | 191.29        | 67.90            | 123.39            |
| 3                                                   | Мікі Андо               | Японія            | 190.38        | 64.12            | 126.26            |
| 4                                                   | Мао Асада               | Японія            | 188.09        | 66.06            | 122.03            |
| 5                                                   | Рейчел Флетт            | США               | 172.41        | 59.30            | 113.11            |
| 6                                                   | Лаура Лепісто           | Фінляндія         | 170.07        | 59.66            | 110.41            |
| 7                                                   | Альона Леонова          | Росія             | 168.91        | 58.18            | 110.73            |
| 8                                                   | Фумі Сугурі             | Японія            | 164.58        | 58.40            | 106.18            |
| 9                                                   | Сара Майєр              | Швейцарія         | 163.37        | 58.36            | 105.01            |
| 10                                                  | Елене Гедеванішвілі     | Грузія            | 162.48        | 58.82            | 103.66            |
| 11                                                  | Алісса Сизні            | США               | 159.78        | 53.28            | 106.50            |
| 12                                                  | Кароліна Костнер        | Італія            | 153.56        | 63.18            | 90.38             |
| 13                                                  | Сюзанна Пойкьйо         | Фінляндія         | 153.31        | 57.12            | 96.19             |
| 14                                                  | Івана Рейтмайєрова      | Словаччина        | 147.41        | 52.98            | 94.43             |
| 15                                                  | Синтія Фаньоф           | Канада            | 146.09        | 53.14            | 92.95             |
| 16                                                  | Олена Глєбова           | Естонія           | 140.02        | 55.90            | 84.12             |
| 17                                                  | На Йон Кім              | Південна Корея    | 131.50        | 51.50            | 80.00             |
| 18                                                  | Анетт Дитрт             | Німеччина         | 131.15        | 51.04            | 80.11             |
| 19                                                  | Анна Юркевич            | Польща            | 130.29        | 45.60            | 84.69             |
| 20                                                  | Дженна МакКоркелл       | Велика Британія   | 128.67        | 45.52            | 83.15             |
| 21                                                  | Туба Карадемір          | Туреччина         | 124.31        | 44.24            | 80.07             |
| 22                                                  | Кандіс Дідьє            | Франція           | 122.08        | 50.16            | 71.92             |
| 23                                                  | Керстін Франк           | Австрія           | 105.73        | 43.20            | 62.53             |
| 24                                                  | Ана-Сесилія Канту       | Мексика           | 101.82        | 41.58            | 60.24             |
| Не кваліфікувалися для виконання довільної програми |                         |                   |               |                  |                   |
| 25                                                  | Тамар Кац               | Ізраїль           | 40.62         | 40.62            | —                 |
| 26                                                  | Соня Лафуенте           | Іспанія           | 39.04         | 39.04            | —                 |
| 27                                                  | Вікторія Хельґессон     | Швеція            | 38.98         | 38.98            | —                 |
| 28                                                  | Chaochih LIU            | Китайський Тайбей | 38.06         | 38.06            | —                 |
| 29                                                  | Gracielle Jeanne TAN    | Філіппіни         | 37.74         | 37.74            | —                 |
| 30                                                  | Неля Сімаова            | Чехія             | 37.44         | 37.44            | —                 |
| 31                                                  | Анастасія Гімазетдинова | Узбекистан        | 37.38         | 37.38            | —                 |
| 32                                                  | Емма Хаджиєва           | Азербайджан       | 36.76         | 36.76            | —                 |
| 33                                                  | Челтзі Лі               | Австралія         | 35.46         | 35.46            | —                 |
| 34                                                  | Ірина Мовчан            | Україна           | 35.06         | 35.06            | —                 |
| 35                                                  | Теодора Поштич          | Словенія          | 33.66         | 33.66            | —                 |
| 36                                                  | Роксана Лука            | Румунія           | 33.28         | 33.28            | —                 |
| 37                                                  | Тамамі Оно              | Гонконг           | 32.70         | 32.70            | —                 |
| 38                                                  | Zanna PUGACA            | Латвія            | 32.42         | 32.42            | —                 |
| 39                                                  | Б'янка Падар            | Угорщина          | 32.10         | 32.10            | —                 |
| 40                                                  | Ізабель Піман           | Бельгія           | 32.04         | 32.04            | —                 |
| 41                                                  | Соня Радєва             | Болгарія          | 31.98         | 31.98            | —                 |
| 42                                                  | Янь Лю                  | КНР               | 31.14         | 31.14            | —                 |
| 43                                                  | Вікторія Муньїс         | Пуерто-Рико       | 30.94         | 30.94            | —                 |
| 44                                                  | Lejeanne MARAIS         | ПАР               | 30.92         | 30.92            | —                 |
| 45                                                  | Чарісса Тансомбун       | Таїланд           | 29.04         | 29.04            | —                 |
| 46                                                  | Мірна Лібрич            | Хорватія          | 28.90         | 28.90            | —                 |
| 47                                                  | Марія Папазотіріу       | Греція            | 28.32         | 28.32            | —                 |
| 48                                                  | Беатрис Розінскайте     | Литва             | 28.24         | 28.24            | —                 |
| 49                                                  | Ксенія Ясценська        | Сербія            | 27.62         | 27.62            | —                 |
| 50                                                  | Мерові Ефрем            | Монако            | 25.30         | 25.30            | —                 |
| 51                                                  | Стейсі Перетті          | Бразилія          | 25.24         | 25.24            | —                 |
| 52                                                  | Клара Петерс            | Ірландія          | 23.64         | 23.64            | —                 |
| 53                                                  | Йоніко Ева Вашинґтон    | Індія             | 19.68         | 19.68            | —                 |
|                                                     | Соня Мугоша             | Чорногорія        | WD            | —                | —                 |

- WD — знялася зі змагань.

### Спортивне парне катання
| Місце                                               | Імена                                       | Країна            | Загальна сума | Коротка програма | Довільна програма |
| --------------------------------------------------- | ------------------------------------------- | ----------------- | ------------- | ---------------- | ----------------- |
| 1                                                   | Олена Савченко / Робін Шолкови              | Німеччина         | 203.48        | 72.30            | 131.18            |
| 2                                                   | Дан Джанґ / Гао Джанґ                       | КНР               | 186.52        | 67.42            | 119.10            |
| 3                                                   | Юко Кавагуті / Олександр Смірнов            | Росія             | 186.39        | 68.94            | 117.45            |
| 4                                                   | Пан Цін / Тун Цзянь                         | КНР               | 181.08        | 65.18            | 115.90            |
| 5                                                   | Марія Мухортова / Максим Траньков           | Росія             | 177.89        | 66.88            | 111.01            |
| 6                                                   | Тетяна Волосожар / Станіслав Морозов        | Україна           | 175.61        | 64.10            | 111.51            |
| 7                                                   | Джессіка Дюб / Брайс Девісон                | Канада            | 172.82        | 61.80            | 111.02            |
| 8                                                   | Меґан Дюамель / Крейґ Бантін                | Канада            | 165.41        | 61.28            | 104.13            |
| 9                                                   | Кейді Денні / Джеремі Баретт                | США               | 156.84        | 52.74            | 104.10            |
| 10                                                  | Мілєн Бродьє / Джон Меттаталл               | Канада            | 150.05        | 50.44            | 99.61             |
| 11                                                  | Кіана МакЛафлін / Рокні Брубейкер           | США               | 143.74        | 53.62            | 90.12             |
| 12                                                  | Ванесса Джеймс / Яннік Боньор               | Франція           | 139.34        | 44.10            | 95.24             |
| 13                                                  | Стейсі Кемп / Девід Кінг                    | Велика Британія   | 134.73        | 47.74            | 86.99             |
| 14                                                  | Анаїс Моран / Антуан Дорса                  | Швейцарія         | 131.46        | 48.50            | 82.96             |
| 15                                                  | Майлін Гауш / Даніель Венде                 | Німеччина         | 125.96        | 46.58            | 79.38             |
| 16                                                  | Yue ZHANG / Lei WANG                        | КНР               | 119.24        | 46.68            | 72.56             |
| 17                                                  | Марія Сергєєва / Ілля Глєбов                | Естонія           | 116.54        | 46.14            | 70.40             |
| 18                                                  | Ніколь делла Моніка / Яннік Кокон           | Італія            | 108.49        | 41.18            | 67.31             |
| 19                                                  | Йоанна Сулей / Матеуш Хрушчинський          | Польща            | 106.54        | 40.88            | 65.66             |
| 20                                                  | Джессіка Креншоу / Чад Цаґріс               | Греція            | 101.87        | 39.70            | 62.17             |
| Не кваліфікувалися для виконання довільної програми |                                             |                   |               |                  |                   |
| 21                                                  | Катерина Соколова / Федір Соколов           | Ізраїль           | 39.62         | 39.62            | —                 |
| 22                                                  | Amanda SUNYOTO-YANG / Darryll SULINDRO-YANG | Китайський Тайбей | 37.04         | 37.04            | —                 |
| 23                                                  | Ніна Іванова / Філіп Залевський             | Болгарія          | 34.58         | 34.58            | —                 |
| 24                                                  | Ксенія Озерова / Олександр Енберт           | Росія             | 34.06         | 34.06            | —                 |
| 25                                                  | Марина Аганіна / Дмитро Зобнін              | Узбекистан        | 33.00         | 33.00            | —                 |

### Танцювальне парне катання
| Місце                                               | Імена                                | Країна          | Загальна сума | Обов'язковий танець | Оригінальний танець | Довільний танець |
| --------------------------------------------------- | ------------------------------------ | --------------- | ------------- | ------------------- | ------------------- | ---------------- |
| 1                                                   | Оксана Домніна / Максим Шабалін      | Росія           | 206.30        | 40.77               | 64.68               | 100.85           |
| 2                                                   | Таніт Белбін / Бенджамін Агосто      | США             | 205.08        | 39.65               | 65.16               | 100.27           |
| 3                                                   | Тесса Верчу / Скотт Мойр             | Канада          | 200.40        | 39.37               | 61.05               | 99.98            |
| 4                                                   | Меріл Девіс / Чарлі Вайт             | США             | 200.36        | 37.73               | 62.60               | 100.03           |
| 5                                                   | Наталі Пешала / Фаб'єн Бурза         | Франція         | 194.36        | 36.54               | 61.83               | 95.99            |
| 6                                                   | Яна Хохлова / Сергій Новицький       | Росія           | 193.41        | 37.34               | 61.68               | 94.39            |
| 7                                                   | Шінед Керр / Джон Керр               | Велика Британія | 186.07        | 35.30               | 60.13               | 90.64            |
| 8                                                   | Федеріка Фаєлла / Массімо Скалі      | Італія          | 182.76        | 36.30               | 55.92               | 90.54            |
| 9                                                   | Пернель Каррон / Матьє Жост          | Франція         | 178.72        | 34.39               | 57.68               | 86.65            |
| 10                                                  | Анна Каппелліні / Лука Ланотте       | Італія          | 175.70        | 33.30               | 56.33               | 86.07            |
| 11                                                  | Емілі Самуельсон / Еван Бейтс        | США             | 174.76        | 32.51               | 54.97               | 87.28            |
| 12                                                  | Ванесса Крон / Пол Пур'є             | Канада          | 173.16        | 33.33               | 54.75               | 85.08            |
| 13                                                  | Александра Зарецьки / Роман Зарецьки | Ізраїль         | 167.53        | 32.85               | 54.19               | 80.49            |
| 14                                                  | Катеріне Копели / Дейвідас Стаґнюнас | Литва           | 160.00        | 28.46               | 49.79               | 81.75            |
| 15                                                  | Ганна Задорожнюк / Сергій Вербілло   | Україна         | 154.49        | 30.34               | 46.94               | 77.21            |
| 16                                                  | Кеті Рід / Крис Рід                  | Японія          | 151.04        | 27.24               | 49.58               | 74.22            |
| 17                                                  | Кароліна Херманн / Даніель Херманн   | Німеччина       | 147.77        | 26.65               | 48.89               | 72.23            |
| 18                                                  | Крістін Фрейзер / Ігор Луканін       | Азербайджан     | 147.45        | 30.35               | 48.06               | 69.04            |
| 19                                                  | Зоє Бланк / П'єр-Луп Буке            | Франція         | 146.08        | 27.16               | 48.24               | 70.68            |
| 20                                                  | Кейтлін Меллорі / Кристіан Ранд      | Естонія         | 143.69        | 25.11               | 45.69               | 72.89            |
| 21                                                  | Люсі Мислівечкова / Матей Новак      | Чехія           | 142.99        | 28.29               | 46.35               | 68.35            |
| 22                                                  | Xintong HUANG / Xun ZHENG            | КНР             | 135.85        | 26.11               | 43.48               | 66.26            |
| 23                                                  | Філіпа Таулер-Ґрін / Філіп Пул       | Велика Британія | 135.56        | 26.38               | 43.70               | 65.48            |
| 24                                                  | Йоанна Буднер / Ян Мосціцький        | Польща          | 124.58        | 23.43               | 39.25               | 61.90            |
| Не кваліфікувалися для виконання довільної програми |                                      |                 |               |                     |                     |                  |
| 25                                                  | Даніель О'Брайєн / Ґреґорі Мерріман  | Австралія       | 59.51         | 19.81               | 39.70               | —                |
| 26                                                  | Ніккі Ґеорґіадіс / Ґрехам Гоклі      | Греція          | 58.61         | 21.51               | 37.10               | —                |
| 27                                                  | Леоні Крейль / Оскар Петер           | Швейцарія       | 56.78         | 22.32               | 34.46               | —                |
| 28                                                  | Emese LASZLO / Mate FEJES            | Угорщина        | 53.39         | 18.95               | 34.44               | —                |
| 29                                                  | Іна Демірєва / Юрій Куракін          | Болгарія        | 52.89         | 19.75               | 33.14               | —                |
| 30                                                  | Ксенія Шміріна / Єгор Майстров       | Білорусь        | 51.89         | 17.96               | 33.93               | —                |

## Кваліфікація

### на ЧС з фігурного катання 2009
Наступні країни, за результатами виступів своїх спортсменів на Чемпіонаті світу з фігурного катання 2008 року, мають право виставити більше одного спортсмена/пари в кожному розряді:
| Кількість місць | Чоловіки                       | Жінки                                                | Спортивні пари             | Танці на льоду                              |
| --------------- | ------------------------------ | ---------------------------------------------------- | -------------------------- | ------------------------------------------- |
| 3               | Канада Франція США Японія      | Японія                                               | Німеччина КНР Канада Росія | Франція США                                 |
| 2               | Швейцарія Бельгія Росія Швеція | Італія Південна Корея Канада Швейцарія США Фінляндія | Україна США                | Канада Росія Італія Велика Британія Ізраїль |

### на ЧС з фігурного катання 2010
Наступні країни, за результатами виступів своїх спортсменів на Чемпіонаті світу з фігурного катання 2009 року, мають право виставити більше одного спортсмена/пари в кожному розряді на Чемпіонат світу з фігурного катання 2010 року:
| Кількість місць | Чоловіки                                    | Жінки                                                      | Спортивні пари               | Танці на льоду        |
| --------------- | ------------------------------------------- | ---------------------------------------------------------- | ---------------------------- | --------------------- |
| 3               | США Японія                                  | Японія                                                     | КНР Росія                    | Росія США             |
| 2               | Канада Франція Чехія Італія Казахстан Росія | Канада Фінляндія Грузія Південна Корея Росія Швейцарія США | Німеччина Україна США Канада | Канада Франція Італія |

### на Олімпіаду — 2010
За результатами Чемпіонату визачилась більша частина квоти (80% місць) за державами на XXI Зимову Олімпіаду (Ванкувер, Канада, 2010). Були розіграні по 24 місця в індивідуальних розрядах, 16 у спортивному парному катанні і 19 у танцях на льоду.
| Кількість місць | Чоловіки                                       | Жінки                                                                | Спортивні пари               | Танці на льоду                                                     |
| --------------- | ---------------------------------------------- | -------------------------------------------------------------------- | ---------------------------- | ------------------------------------------------------------------ |
| 3               | США Японія                                     | Японія                                                               | КНР Росія                    | Росія США                                                          |
| 2               | Канада Франція Чехія Італія Казахстан Росія    | Канада Фінляндія Грузія Швейцарія Південна Корея Росія США           | Німеччина Україна США Канада | Канада Франція Італія                                              |
| 1               | Бельгія Швеція Іспанія Словенія Україна Польща | Італія Словаччина Естонія Німеччина Польща Велика Британія Туреччина | Франція Велика Британія      | Велика Британія Ізраїль Литва Україна Японія Німеччина Азербайджан |

## Призовий фонд
Загальний призовий фонд ЧС з фігурного катання 2009 складає $710 000 і між учасниками, що займають відповідно в своїх розрядах позиції від 1-ї до 12-ї, його буде розподілено наступним чином:
| Позиція | Сума (Одиночники) | Сума (Пари) |
| ------- | ----------------- | ----------- |
| 1       | $ 45,000          | $ 67,500    |
| 2       | $ 27,000          | $ 40,500    |
| 3       | $ 18,000          | $ 27,000    |
| 4       | $ 13,000          | $ 19,500    |
| 5       | $ 10,000          | $ 15,000    |
| 6       | $ 7,000           | $ 10,500    |
| 7       | $ 6,000           | $ 9,000     |
| 8       | $ 5,000           | $ 7,500     |
| 9       | $ 3,500           | $ 5,250     |
| 10      | $ 3,000           | $ 4,500     |
| 11      | $ 2,500           | $ 3,750     |
| 12      | $ 2,000           | $ 3,000     |

## Розклад
(UTC-7)
- Вівторок, 24 березня
  - 13:00 — 17:05 Танці на льоду (Обов'язковий танець)
  - 18:15 — 18:40 Церемонія відкриття
  - 19:00 — 23:40 Пари (Коротка програма)
- Середа, 25 березня
  - 09:00 — 18:20 Чоловіки (Коротка програма)
  - 19:00 — 23:00 Пари (Довільна програма)
- Четвер, 26 березня
  - 12:30 — 16:50 Танці на льоду (Оригінальний танець)
  - 17:35 — 21:45 Чоловіки (Довільна програма)
- П'ятниця, 27 березня
  - 08:45 — 17:30 Жінки (Коротка програма)
  - 18:30 — 23:00 Танці на льоду (Довільний танець)
- Субота, 28 березня
  - 16:00 — 20:00 Жінки (Довільна програма)
- Неділя, 29 березня
  - 14:00 — 16:30 Показові виступи

## Україна на ЧС-2009 з фігурного катання
Україна представлена у всіх чотирьох видах програми Чемпіонату. У єдиному виді програми — спортивне парне катання — Україна мала право виставити 2 учасників (2 пари), але об'єктивно друга за показниками українська спортивна пара Катерина Костенко/Роман Талан змушена була відмовитися від участі на турнірі через травму коліна в партнерки, а заміни їм не знайшлося.. Найбільші очікування українських вболівальників, навіть медальні, були пов'язані якраз із першою українською спортивною парою Волосожар/Морозов.
Учасники Чемпіонату світу з фігурного катання 2009 року від України:
- одиночне чоловіче катання — Антон Ковалевський;
- одиночне жіноче катання — Ірина Мовчан;
- спортивне парне катання — пара Тетяни Волосожар і Станіслава Морозова;
- танцювальне парне катання — пара Ганни Задорожнюк і Сергія Вербілло.

Найвищим досягненням українських фігуристів на Чемпіонаті якраз і став виступ пари Волосожар/Морозов, яка посіла високу 6-у позицію, і це попри те, що спортсмени поліпшили свій торішній результат у цифровому еквіваленті: торік на Чемпіонаті світу вони здобули 173,62 бали і стали 4-ми, а на нинішньому форумі в Лос–Анджелесі — 175,61, тобто оцінки вищі, а місце — нижче. Підтвердили свій клас також танцювальні парники Г.Задорожнюк і С.Вербілло, розмістившись на 15-й сходинці світової першості. З огляду на те, що турнір є передолімпійським, перед спортсменами з усіх Збірних ставилось завдання посісти якомога вищі місця для завоювання олімпійських путівок на XXI Зимову Олімпіаду у Ванкувері. Завдяки вдалому виступу найкращої української спортивної пари Україна має 2 ліцензії у цьому розряді олімпійського турніру з фігурного катання, також завоювали олімпійську путівку українські спортсмени і в турнірі парного спортивного катання. Вибороти 1-у ліценцію на Олімпіаду-2010, попри не дуже вдалий виступ (22-е місце), вдалося і українському фігуристу-одиночнику Антону Ковалевському, а от Ірина Мовчан, українська одиночниця, не пробившись до основного турніру (довільна програма), не змогла вибороти олімпійську ліцензію.